# Правоъгълник
Правоъгълникът е равнинна (двуизмерна) геометрична фигура. Правоъгълникът се дефинира като успоредник с прав ъгъл.
-теорема 1: ако три ъгъла на четириъгълника са прави, то той е правоъгълник;
-теорема 2:
диагоналите на правоъгълника са равни;
ако диагоналите на един успоредник са равни, то той е правоъгълник.

## Свойства
- В правоъгълник срещуположните страни са равни.
- В правоъгълник срещуположните ъгли са равни.
- В правоъгълник диагоналите се разполовяват от пресечната си точка.
- В правоъгълник диагоналите са равни.
- В правоъгълник ъглите са по 90 градуса.
- В правоъгълник пресечната точка на диагоналите е център на описаната окръжност.

Квадратът е частен случай на правоъгълник с равни страни.
Правоъгълник със свойството:
a/b = b/(a – b)
се нарича „златен правоъгълник“ – вж. златно сечение.

## Периметър и лице на правоъгълник
Разглеждаме правоъгълник със страни а и b и дължина на диагонала d.
Лицето на правоъгълника е S = a.b
Периметърът на правоъгълника е P = 2a + 2b = 2.(a + b)
За диагонала d на правоъгълника имаме {\displaystyle d^{2}=a^{2}+b^{2}}.
-теорема 1: ако три ъгъла на четириъгълника са прави, то той е правоъгълник;
-теорема 2:
диагоналите на правоъгълника са равни;
ако диагоналите на един успоредник са равни, то той е правоъгълник.